# Großheide 377 (Mönchengladbach)

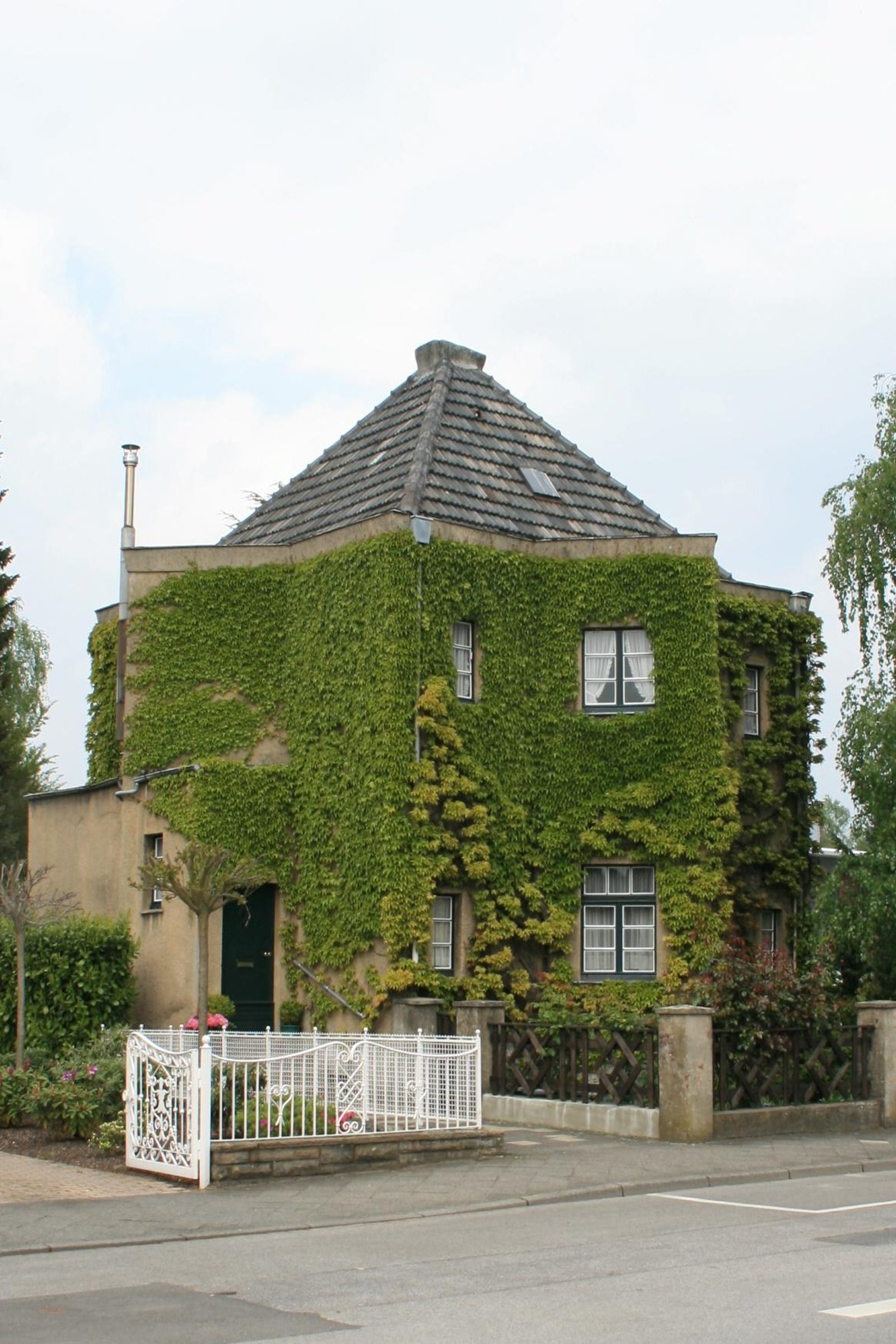
Wohnhaus (2010)

Das Wohnhaus Großheide 377 steht im Stadtteil Windberg in Mönchengladbach (Nordrhein-Westfalen).
Das Gebäude wurde 1927/28 erbaut. Es wurde unter Nr. G 051  am 7. September 1995 in die Denkmalliste der Stadt Mönchengladbach eingetragen.

## Lage
Das Wohnhaus steht im Nord-Osten des Stadtteils Windberg in der "Großen Heide".

## Architektur
Das Gebäude wurde als Bestandteil einer formalgestalterisch aufeinanderbezogenen Dreihäusergruppe errichtet. Es ist als zweigeschossiger Putzbau auf sternförmigem Grundriss in den Formen eines kubistischen Expressionismus ausgeführt.
Die horizontale Gliederung beschränkt sich auf ein schwach abgesetztes Kellergeschoss. Erschlossen wird das Gebäude von der linken Seitenachse. Eine einläufige Treppe führt zu dem gerade in die Wandfläche eingeschnittenen Hauseingang. Die Fenster sind als Rechtecke verschiedenen Formates ausgebildet und in variierender Gliederung angeordnet. Die mittelaxiale, spitzwinklige Gebäudeausbildung zeigt in jedem Geschoss und an jeder Wandseite ein Fenster, wobei die des Obergeschosses kleiner formuliert sind.
In der ebenen Wandfläche rechts und links flankierend in beiden Geschossen jeweils ein schmales Hochrechteckfenster in geschossweise versetzter Anordnung. An den Seitenfronten in jedem Geschoss ein einzelnes Fenster als Querrechteck. Über knapp vorkragendem Traufgesims schließt ein Zeltdach das Gebäude ab.